# Вітрове (зупинний пункт)
Вітрове — пасажирський зупинний пункт Херсонської дирекції залізничних перевезень Одеської залізниці на лінії Снігурівка — 51 км між роз'їздом Івано-Копине (14 км) та зупинним пунктом Львівські Отруби. Розташований поблизу села Вітрове Бериславського району Херсонської області.

## Історія
18 липня 2017 року, відповідно до вимог наказу ПАТ «Укрзалізниця» від 17.07.2017 № 472 «Про внесення змін до Тарифного керівництва № 4» за клопотанням регіональної філії «Одеська залізниця» ПАТ «Укрзалізниця», зупинний пункт Радгоспна перейменований на зупинний пункт Вітрове.

## Пасажирське сполучення
На платформі Вітрове зупиняються приміські поїзди до кінцевих станцій Каховка, Миколаїв-Вантажний, Сірогози, Херсон.